# Municipio de Clay C
El municipio de Clay C (en inglés: Clay C Township) es un municipio ubicado en el condado de Greene en el estado estadounidense de Misuri. En el año 2010 tenía una población de 3396 habitantes y una densidad poblacional de 302,19 personas por km².

## Geografía
El municipio de Clay C se encuentra ubicado en las coordenadas 37°10′9″N 93°12′6″O / 37.16917, -93.20167. Según la Oficina del Censo de los Estados Unidos, el municipio tiene una superficie total de 11.24 km², de la cual 11,02 km² corresponden a tierra firme y (1,91 %) 0,21 km² es agua.

## Demografía
Según el censo de 2010, había 3396 personas residiendo en el municipio de Clay C. La densidad de población era de 302,19 hab./km². De los 3396 habitantes, el municipio de Clay C estaba compuesto por el 94,23 % blancos, el 0,38 % eran afroamericanos, el 0,12 % eran amerindios, el 3,77 % eran asiáticos, el 0,41 % eran de otras razas y el 1,09 % eran de una mezcla de razas. Del total de la población el 1 % eran hispanos o latinos de cualquier raza.